# Leptochiton foresti
Leptochiton foresti är en blötdjursart som först beskrevs av Eugène Leloup 1981.  Leptochiton foresti ingår i släktet Leptochiton och familjen Leptochitonidae.
Artens utbredningsområde är Filippinerna. Inga underarter finns listade i Catalogue of Life.